# Wilhelm Carlgren (1879–1963)
Wilhelm Carlgren, född 23 april 1879 Härnösand, död 27 januari 1963, var en svensk historiker och skolman. Han var son till Wilhelm Carlgren (1833–1919) och far till Wilhelm Carlgren (1922–2008).
Carlgren blev 1909 filosofie doktor i Uppsala på avhandlingen Riksdagsutskott före 1680 med särskild hänsyn till Sekreta utskottet. Han var lektor i historia och modersmålet vid Högre allmänna läroverket för gossar å Norrmalm, Stockholm. Carlgren var mycket aktiv i skolfrågor och debatterade särskilt historieundervisning och läroböcker.